# 拉希德·布罗德贝尔
拉希德·布罗德贝尔（英語：Rasheed Broadbell，2000年8月13日—），牙买加男子田径运动员，2022年英联邦运动会男子110米栏金牌得主、2024年夏季奥林匹克运动会男子110米栏铜牌得主。